# Apodacra seriemaculata
Apodacra seriemaculata är en tvåvingeart som beskrevs av Macquart 1854. Apodacra seriemaculata ingår i släktet Apodacra och familjen köttflugor.
Artens utbredningsområde är Frankrike. Inga underarter finns listade i Catalogue of Life.